# Ferrari 640
Der Ferrari 640 war ein Formel-1-Rennwagen, den die Scuderia Ferrari in der Formel-1-Weltmeisterschaft 1989 einsetzte.

## Entwicklungsgeschichte und Technik

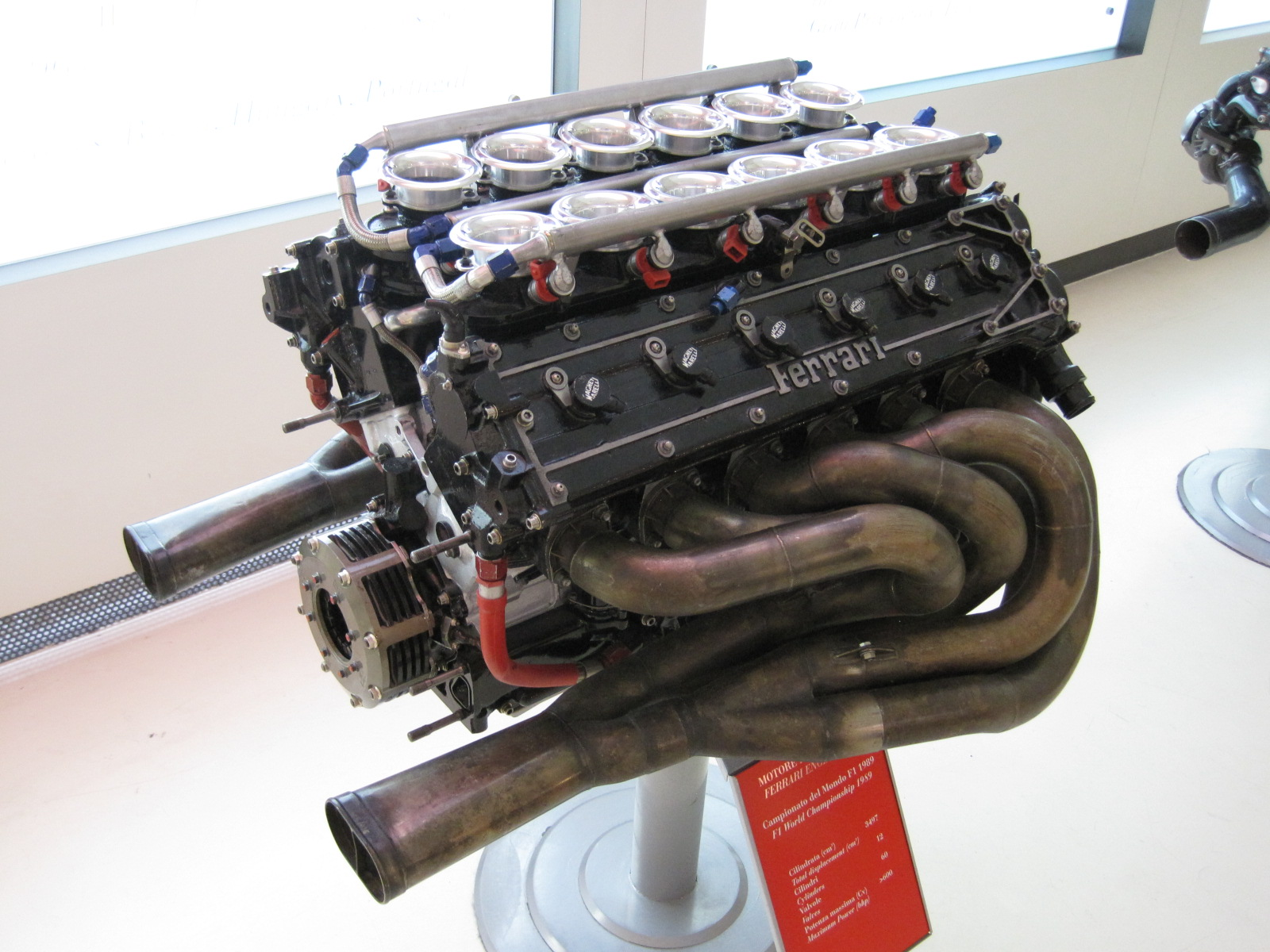
Ferrari 035/5 V12-Motor

Der Ferrari 640 wurde von John Barnard entwickelt. Der 640 war das Ergebnis eines umfangreichen Testprogramms, wobei schon Mitte 1988 ein Testauto, der Ferrari 639, ausgiebig erprobt wurde. Der 640 basiert weitestgehend auf diesem Auto. Zudem wurde der neue Motor in einem umgerüsteten Ferrari 87/88 getestet, da im 639 das halbautomatische Getriebe zum Einsatz kam, das durch seine Unzuverlässigkeit ein effektives Testen des Motors stark erschwerte.
Für die Saison 1989 wurden die in den Jahren zuvor eingesetzten Turbomotoren verboten und durch Saugmotoren ersetzt, deren Hubraum auf 3,5 Liter begrenzt war. Ferrari entwickelte daraufhin einen 12-Zylinder-Motor, mit fünf Ventilen je Zylinder, der zum Ende der Saison etwa 600 PS bei 12.500/min leistete.
Als erstes Team der Formel 1 setzte Ferrari ein halbautomatisches Sieben-Gang-Getriebe ein, das wie die Kupplung elektronisch über Ventile gesteuert wurde. Damit wurde gegenüber einem mit herkömmlichem Getriebegestänge betätigten Rennwagen eine Zeitersparnis bei kurvenreichen Strecken erzielt. Ein Kupplungspedal war zwar noch vorhanden, wurde allerdings nur für das Anfahren im ersten Gang verwendet.
Für beide Fahrer war die Situation vollkommen neu. Bisher hatten Rennwagen einen kleinen Schalthebel am Rand des Cockpits, mit dem wie bei einem herkömmlichen Auto der Gang gewechselt wurde, aber mit dem neuen halbautomatischen Getriebe gab es nun kleine Schaltwippen hinter dem Lenkrad (die rechte Wippe zum Hochschalten, die linke Wippe zum Runterschalten), wie sie bis heute in der Formel 1 Standard sind. Gerhard Berger empfand dies als deutlich angenehmer, wohingegen Nigel Mansell vor allem während der Tests vor der Saison Anpassungsschwierigkeiten hatte. Trotzdem gewann er gleich seinen ersten Grand Prix mit dem Wagen. Nachdem Mansell die Ziellinie passiert hatte, konnte er nicht aussteigen. Zwei Helfer mussten dem Sieger aus dem schmalen Cockpit helfen, der Ferrari-Rennleiter Cesare Fiorio massierte minutenlang Mansells linken Oberschenkel. Die Bewegungsunfähigkeit rührte daher, dass das Bein „eingeschlafen“ war, da Mansell es während des gesamten Rennens so gut wie nicht bewegen musste.
Auch aerodynamisch war der 640 eine Neuentwicklung. Anstatt die Seitenkästen breit und flach zu gestalten, wurden sie sehr hoch und dünn angelegt. Zur Fahrzeugmitte hin wuchs die Breite, ehe die Seitenkästen zum Heck hin wieder zusammenliefen. Die Fahrzeugnase war deutlich breiter als vorher, was dem Wagen den Spitznamen „Ente“ einbrachte. Ferrari verwendete zudem erst mit Verzögerung wieder eine Lufthutze über dem Kopf des Fahrers, sodass der Überrollbügel im Lauf der Saison nicht mehr sichtbar war; in den ersten Rennen der Saison waren die Lufteinlässe für den Saugmotor noch links und rechts des Überrollbügels angebracht.

## Fahrer

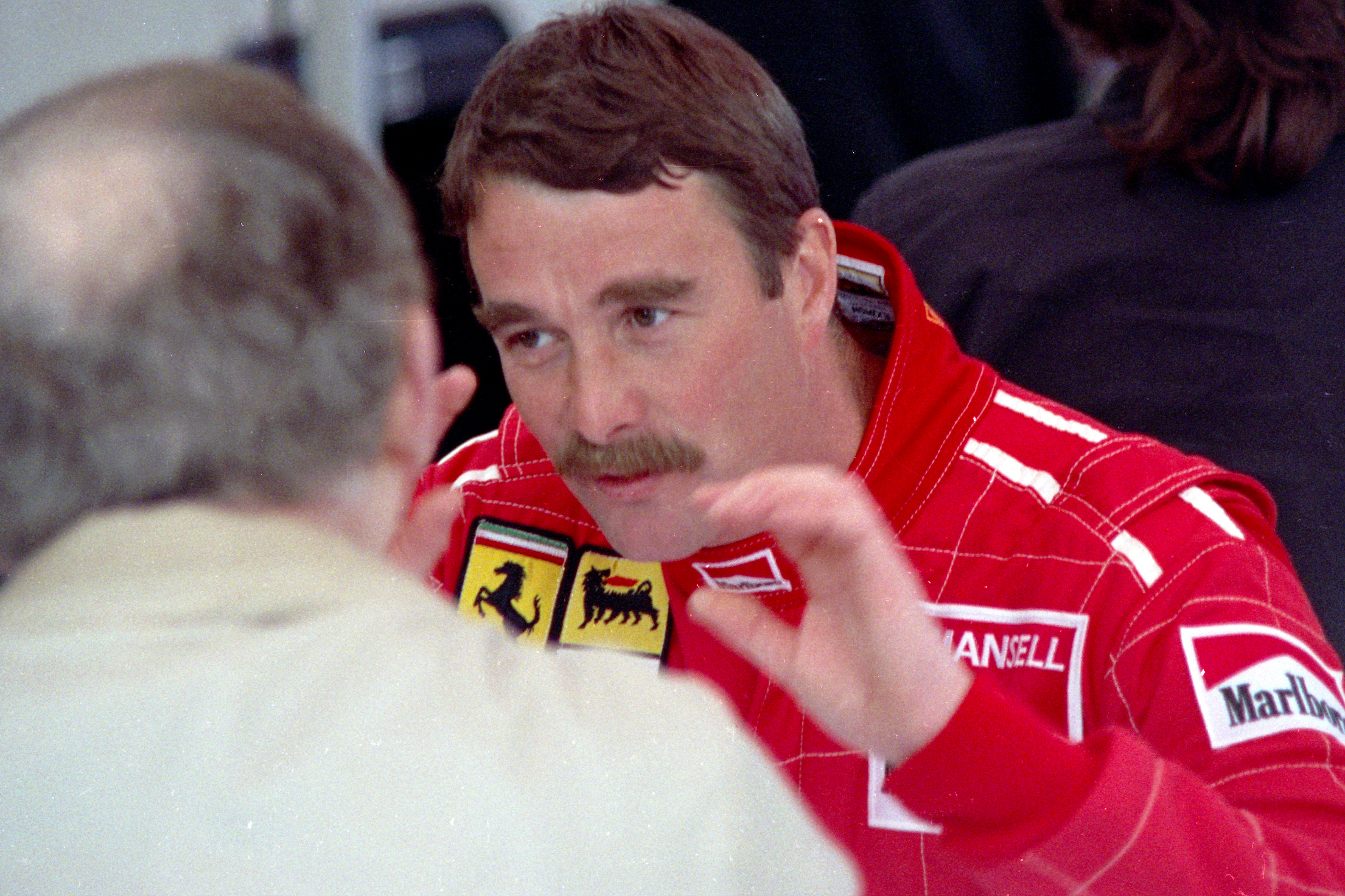
Nigel Mansell

Nachdem Berger 1987 zu Ferrari gewechselt hatte, wurde offensichtlich, dass Michele Alboreto seine Stellung als Nummer eins im Team verlieren würde. Nach einer enttäuschenden Saison 1988 erhielt er keinen neuen Vertrag. Für 1989 wurde Mansell verpflichtet, der von Williams zur Scuderia wechselte.

## Renngeschichte

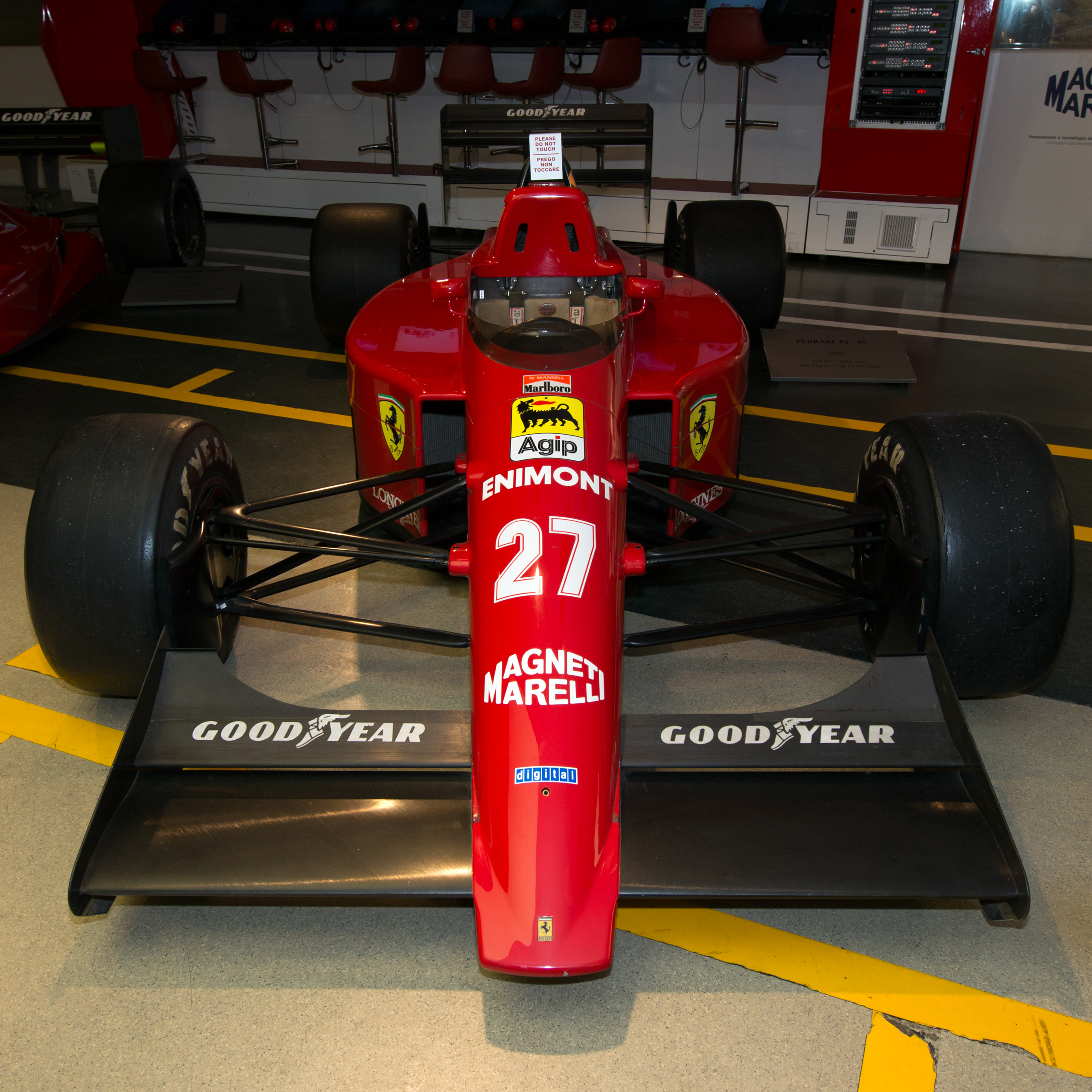
Ferrari 640 im Museo Ferrari

Trotz der vielen Innovationen von Ferrari und eines Auftaktsieges von Nigel Mansell waren beide Weltmeisterschaftstitel außer Reichweite. Der Ferrari 640 war zwar ein sehr schnelles, aber auch extrem unzuverlässiges Auto. Insgesamt gab es mehr Ausfälle als Zielankünfte. Gerhard Berger konnte bei 15 Starts nur dreimal das Rennen auch beenden. Sofern das Auto allerdings durchhielt, war Ferrari ein Anwärter auf den Sieg. Wenn das Auto im Ziel ankam, lag es nie außerhalb der ersten drei Plätze. Berger gewann bei seinen drei Zielankünften einmal einen Grand Prix und wurde zweimal Zweiter.
Nach einem schweren Unfall in Imola musste Berger für ein Rennen pausieren. Ferrari entschied sich gegen den Einsatz eines dritten Fahrers und trat den Großen Preis von Monaco mit nur einem Wagen an.
Nigel Mansell wurde im Verlauf der Saison zweimal disqualifiziert: Zu Beginn des Großen Preises von Kanada war nach Regenfällen am Vormittag die Strecke beim Start noch nicht gänzlich abgetrocknet. Dennoch entschieden sich Mansell, Alessandro Nannini und Luis Pérez-Sala, am Ende der Einführungsrunde die Box anzusteuern, um Slicks montieren zu lassen. Mansell und Nannini gingen davon aus, am Ende des Feldes zu liegen, als sie nach dem Reifenwechsel aus der Boxengasse beschleunigten. In Wirklichkeit lagen sie an der Spitze des Feldes, da sich der Start leicht verzögert hatte, was die beiden nicht bemerkt hatten. Mittels der schwarzen Flagge wurden sie disqualifiziert. Pérez-Sala, dessen Reifenwechsel etwas länger gedauert hatte, reihte sich ordnungsgemäß am Ende des Starterfeldes ein und wurde dementsprechend nicht bestraft.
In Portugal fuhr Mansell nach dem 39. Umlauf in die Boxengasse, verpasste es allerdings bei seiner Boxencrew zu halten. Als er diesen Fehler bemerkte, legte er den Rückwärtsgang ein und parkte auf diese Weise vor seiner Box ein, was einen klaren Regelverstoß darstellte. Folgerichtig disqualifizierte ihn die Rennleitung. Mansell ignorierte dies. Während er mit Ayrton Senna in einen Zweikampf um den zweiten Platz verwickelt war, kollidierten die beiden und schieden aus. Alain Prost gelangte dadurch auf den zweiten Platz hinter Berger. Nach dem Rennen beteuerte Mansell, die schwarzen Flaggen nicht gesehen zu haben, wurde aber dennoch für das darauffolgende Rennen gesperrt. Auch hier entschied Ferrari sich dazu, mit nur einem Auto anzutreten.
Hauptproblem des Ferrari 640 war die Defektanfälligkeit des Getriebes. Zwölf der Ausfälle waren auf Probleme hiermit zurückzuführen, und nach seinem Comeback beim Rennen in Mexiko fiel Berger bis einschließlich des Rennens in Silverstone fünfmal hintereinander alleine aus diesem Grund aus. Zum Zeitpunkt der Ausfälle lagen die Fahrzeuge allerdings in der Regel auf Punkt- oder Podestplätzen, was die grundsätzliche Konkurrenzfähigkeit des Typs unterstreicht.

## Ergebnisse
| Fahrer               | Nr.                  | 1   | 2   | 3   | 4   | 5   | 6   | 7   | 8   | 9   | 10  | 11  | 12  | 13  | 14 | 15  | 16  | Punkte | Rang |
| -------------------- | -------------------- | --- | --- | --- | --- | --- | --- | --- | --- | --- | --- | --- | --- | --- | -- | --- | --- | ------ | ---- |
| Formel-1-Saison 1989 | Formel-1-Saison 1989 |     |     |     |     |     |     |     |     |     |     |     |     |     |    |     |     | 59     | 3.   |
| N. Mansell           | 27                   | 1   | DNF | DNF | DNF | DNF | DSQ | 2   | 2   | 3   | 1   | 3   | DNF | DSQ | EX | DNF | DNF | 59     | 3.   |
| G. Berger            | 28                   | DNF | DNF | INJ | DNF | DNF | DNF | DNF | DNF | DNF | DNF | DNF | 2   | 1   | 2  | DNF | DNF | 59     | 3.   |

| Legende  | Legende            | Legende                                                          |
| Farbe    | Abkürzung          | Bedeutung                                                        |
| -------- | ------------------ | ---------------------------------------------------------------- |
| Gold     | –                  | Sieg                                                             |
| Silber   | –                  | 2. Platz                                                         |
| Bronze   | –                  | 3. Platz                                                         |
| Grün     | –                  | Platzierung in den Punkten                                       |
| Blau     | –                  | Klassifiziert außerhalb der Punkteränge                          |
| Violett  | DNF                | Rennen nicht beendet (did not finish)                            |
| Violett  | NC                 | nicht klassifiziert (not classified)                             |
| Rot      | DNQ                | nicht qualifiziert (did not qualify)                             |
| Rot      | DNPQ               | in Vorqualifikation gescheitert (did not pre-qualify)            |
| Schwarz  | DSQ                | disqualifiziert (disqualified)                                   |
| Weiß     | DNS                | nicht am Start (did not start)                                   |
| Weiß     | WD                 | zurückgezogen (withdrawn)                                        |
| Hellblau | PO                 | nur am Training teilgenommen (practiced only)                    |
| Hellblau | TD                 | Freitags-Testfahrer (test driver)                                |
| ohne     | DNP                | nicht am Training teilgenommen (did not practice)                |
| ohne     | INJ                | verletzt oder krank (injured)                                    |
| ohne     | EX                 | ausgeschlossen (excluded)                                        |
| ohne     | DNA                | nicht erschienen (did not arrive)                                |
| ohne     | C                  | Rennen abgesagt (cancelled)                                      |
| ohne     | keine WM-Teilnahme |                                                                  |
| sonstige | P/fett             | Pole-Position                                                    |
| sonstige | 1/2/3/4/5/6/7/8    | Punktplatzierung im Sprint-/Qualifikationsrennen                 |
| sonstige | SR/kursiv          | Schnellste Rennrunde                                             |
| sonstige | *                  | nicht im Ziel, aufgrund der zurückgelegten Distanz aber gewertet |
| sonstige | ()                 | Streichresultate                                                 |
| sonstige | unterstrichen      | Führender in der Gesamtwertung                                   |